# Ковача вас (Словенска Бистрица)
Ковача вас (словен. Kovača vas) је насељено место у општини Словенска Бистрица, Подравска регија, Словенија.

## Историја
До територијалне реорганизације у Словенији била је у саставу старе општине Словенска Бистрица.

## Становништво
У попису становништва из 2011. године, Ковача је имала 557 становника.
| Број становника према пописима | Број становника према пописима | Број становника према пописима |
| ------------------------------ | ------------------------------ | ------------------------------ |
| 1991                           | 2002                           | 2011                           |
| 481                            | 486                            | 557                            |

Напомена: Године 2000. смањена за део насеља који је са издвојеним деловима из насеља Згорња Бистрица и Словенска Бистрица спојен у ново самостално насеље Нова Гора над Словенско Бистрицо.